# Petr Váša
Petr Váša (* 7. února 1965, Brno) je český a moravský básník, hudebník, textař, skladatel, výtvarník, experimentální herec a vysokoškolský pedagog, jenž je také označován souslovím fyzický básník. 

## Život
Po maturitě vystudoval dějiny umění na Filosofické fakultě Masarykovy univerzity (1984–1988). 
V různých hudebních skupinách působil již od svých patnácti let  (hudba, texty, kytara, zpěv). Během studií založil hudební skupinu alternativního rocku Z kopce (1985) a po jejím úředním zákazu Ošklid (1987), později A-Beat (1990). 
Po skončení jejich činnosti se věnoval především projektu fyzického básnictví, které je založeno na hlasově-pohybové animaci přednesu textů (od 1991 – představení a nahrávky, od 1992 – kresby, vizuální básně, od 1993 – semináře a dílny na různých uměleckých školách a festivalech). V roce 2004 zahájil projekt fyzických básní v „translatině“ Tomvansong, vypořádávající se s otázkami osobní a jazykové identity.
Po letech sólového vystupování v České republice a v zahraničí (Slovensko, Polsko, Rakousko, Německo, Dánsko, Francie, Švýcarsko, Španělsko, USA, Austrálie), publikování a prezentací v médiích založil hudební skupinu Ty Syčáci (1999), se kterou vydal řadu alb.  
V roce 2005 vydal ilustrovanou knihu básní Návrat Plavce Jindřicha (Petrov) a v roce 2007 průřezové CD fyzického básnictví Manifesto (Black Point). V roce 2008 publikoval na svém webu video story fyzického básnictví In Motion a od roku 2009 tamtéž prezentuje své výtvarné práce ve formě obrazových knih. Své zkušenosti shrnul v roce 2011 v knize a DVD Fyzické básnictví (historie, fantazie, teorie a praxe) (Host).
Pedagogicky působil na Fakultě výtvarného umění VUT v Brně a Janáčkově akademii múzických umění v Brně.
Kromě své skupiny Ty Syčáci a sólových vystoupení zpívá nyní také ve skupině Jasná Páka.

## Hudební skupiny (Zakladatel)

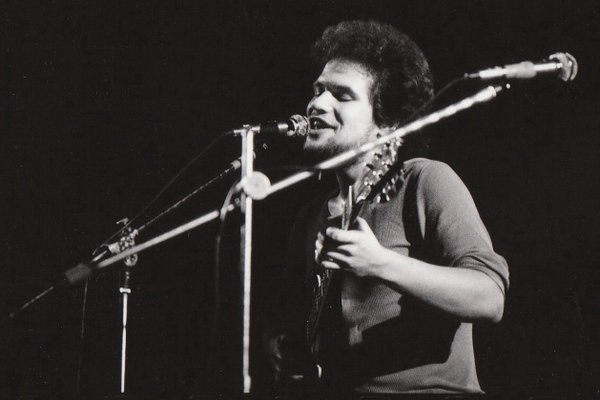
Petr Váša, Z kopce, Vokalíza 1987, Lucerna, Praha, 24. září 1987

- 1985 Z kopce
- 1987 Ošklid
- 1990 A-beat
- 1999 Ty Syčáci

## Diskografie
- 1998 Cirkus-Chaos-Minaret – Wolf records
- 2000 Máj v dubnu, Ty Syčáci – Indies
- 2001 Lék a jed, Ty Syčáci – Indies
- 2002 SSSS... (Samota, sláva, smrt a spása), Ty Syčáci – Indies
- 2005 Lišák je lišák, Ty Syčáci – Indies („ekopsychologická“ opera)
- 2006 Fysipos – live 2006, nahráno v experimentálním divadle Alfred ve dvoře
- 2007 Manifesto – Black Point music (průřezové CD fyzického básnictví )
- 2007 Bum bum bum (To nejlepší a bicí), Ty Syčáci - Indies Happy Trails
- 2010 Krása, Ty Syčáci - Indies Happy Trails
- 2013 Eldorado, Ty Syčáci - Indies Happy Trails
- 2015 TyTyTy Živě, Ty Syčáci - Indies Happy Trails
- 2018 The Tramp!, Ty Syčáci - Indies Happy Trails

Hostuje také na albu Jana Jeřábka Otisky příběhů ze snů (2013).

## Písňové texty
- 2019 Hudba Praha & Michal Ambrož, autor textu písně Jasná páka.[3]

## Filmografie
- 2009 Muži v říji – role obecního blázna Dana

## Pedagogické působení
- FaVU
- JAMU

## Ocenění
- Cena města Brna za rok 2024 za literaturu[4][5]